# Messier 92
Messier 92 (M92)  även känd som NGC 6341 är en klotformig stjärnhop i stjärnbilden Herkules. Den upptäcktes 1777 av Johann Elert Bode och publicerades sedan i Jahrbuch 1779. Den återupptäcktes oavsiktligt av Charles Messier 1781 lades till som den 92:a posten i hans katalog.
Den är en av Vintergatans äldsta stjärnhopar och en av de ljusare i sitt slag i skenbar magnitud på norra halvklotet och i absolut magnitud i galaxen, men den förbises ofta av amatörastronomer på grund av dess närhet till den mera ljusstarka stjärnhopen Messier 13, som ligger ca 20 procent närmare jorden. Den är synlig för blotta ögat under mycket goda ljusförhållanden.

## Egenskaper
Messier 92 befinner sig omkring 26 700 ljusår bort från solsystemet. Den rör sig ca 16 000 ljusår (4 900 pc) över/under det galaktiska planet och 33 000 ljusår (10 000 pc) från Vintergatans centrum. Halvljusradien, eller radien som innehåller den övre halvan av dess ljusemission, är 1,09 bågminuter, medan tidvattenradien, det bredaste standardmåttet, är 15,17 bågminuter. Hopen verkar vara något tillplattat så att dess mindre axel är ca 89 ± 3 procent av storaxeln.
Som karakteristisk för andra klotformiga objekt, har Messier 92 inte mycket av andra grundämnen än väte och helium, vilket astronomer kallar låg metallicitet. Specifikt, i förhållande till solen, är dess överskott av järn [Fe/H] = –2,32 dex, vilket är 0,5 procent av solens överskott, på denna logaritmiska skala. Detta sätter det beräknade åldersintervallet för stjärnhopen till 11 ± 1,5 miljarder år.
Messier 92 är ännu inte i, eller garanterad att genomgå, kärnkollaps och kärnradien är ca 2 bågminuter. Den är en klotformig stjärnhop av Oosterhoff typ II (ODE), vilket innebär att det tillhör gruppen av metallfattiga hopar med långperiodiga RR Lyrae variabla stjärnor. 1997 års Catalogue of Variable Stars in Globular Clusters listade 28 tänkbara variabla stjärnor i hopen, även om endast 20 har bekräftats. År 2001 fanns det 17 kända RR Lyrae-variabler i Messier 92. 10 källor för röntgenstrålning har upptäckts inom hopens halvmassaradie på 1,02 bågminuter, varav hälften är tänkbara katalysmiska variabla stjärnor.

## Galleri

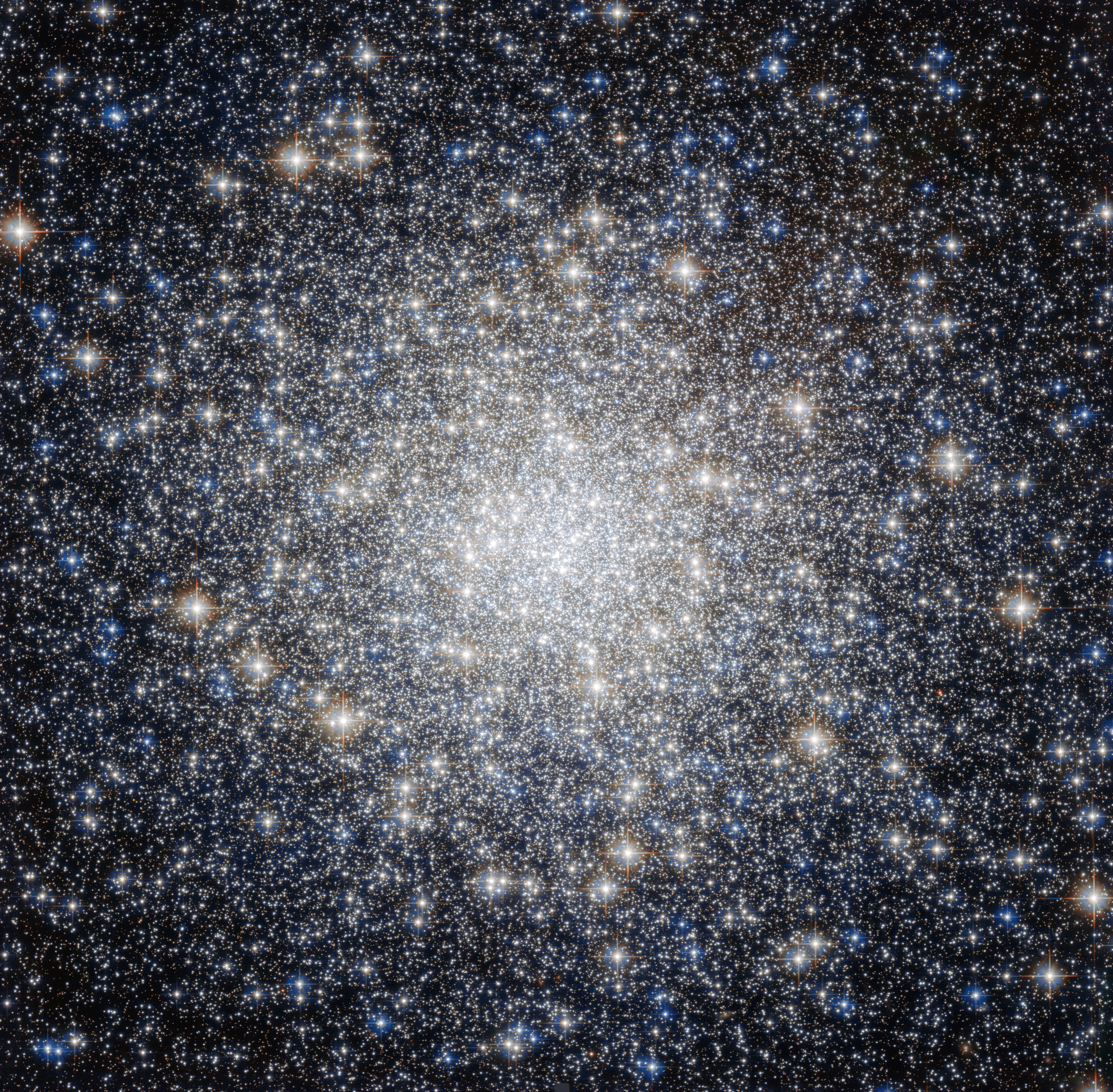
Messier 92 är en av Vintergatans ljusaste klotformiga stjärnhopar och är synlig för blotta ögat under goda observationsförhållanden.
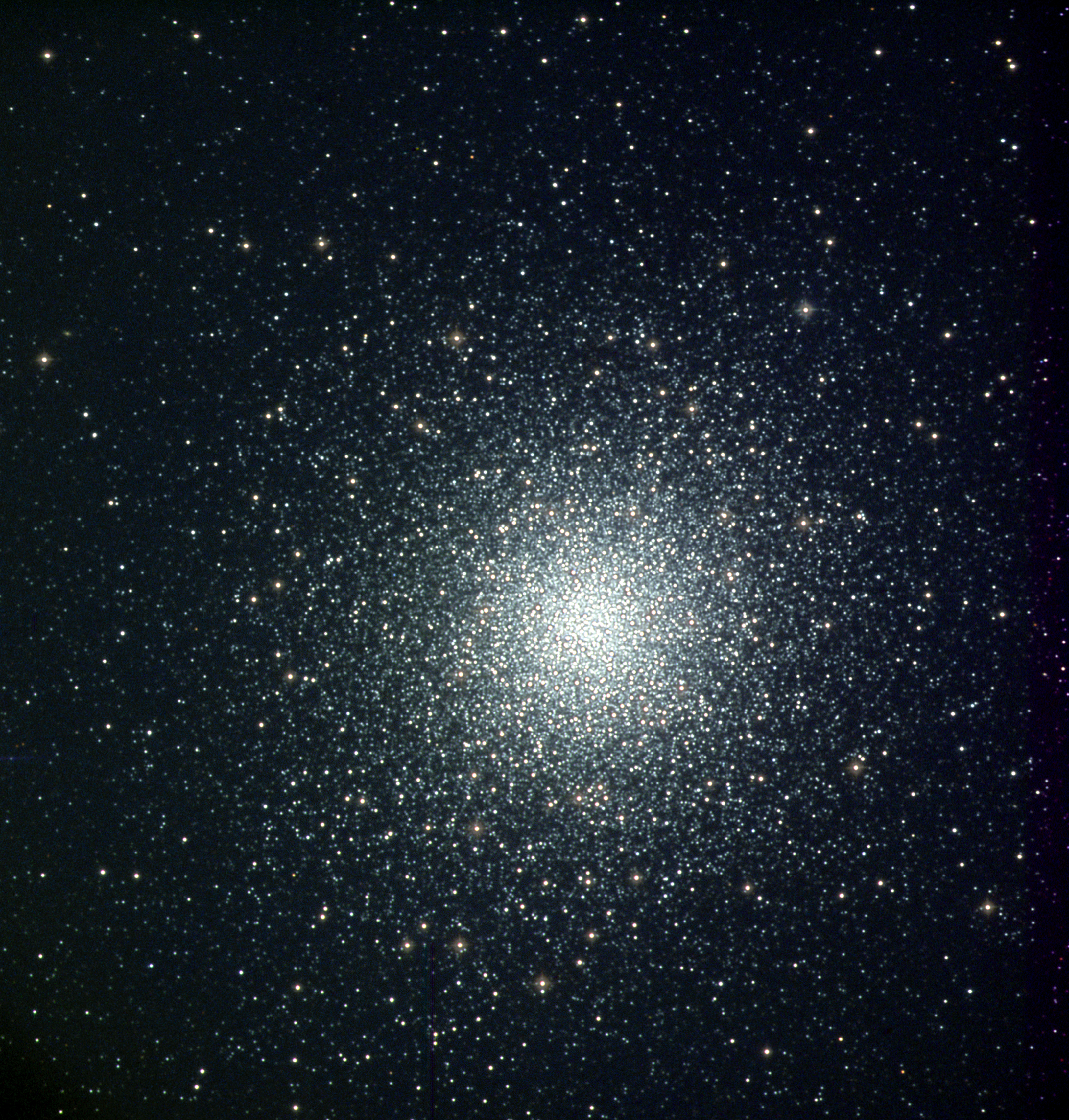
Messier 92 från Isaac Newton Group of Telescopes
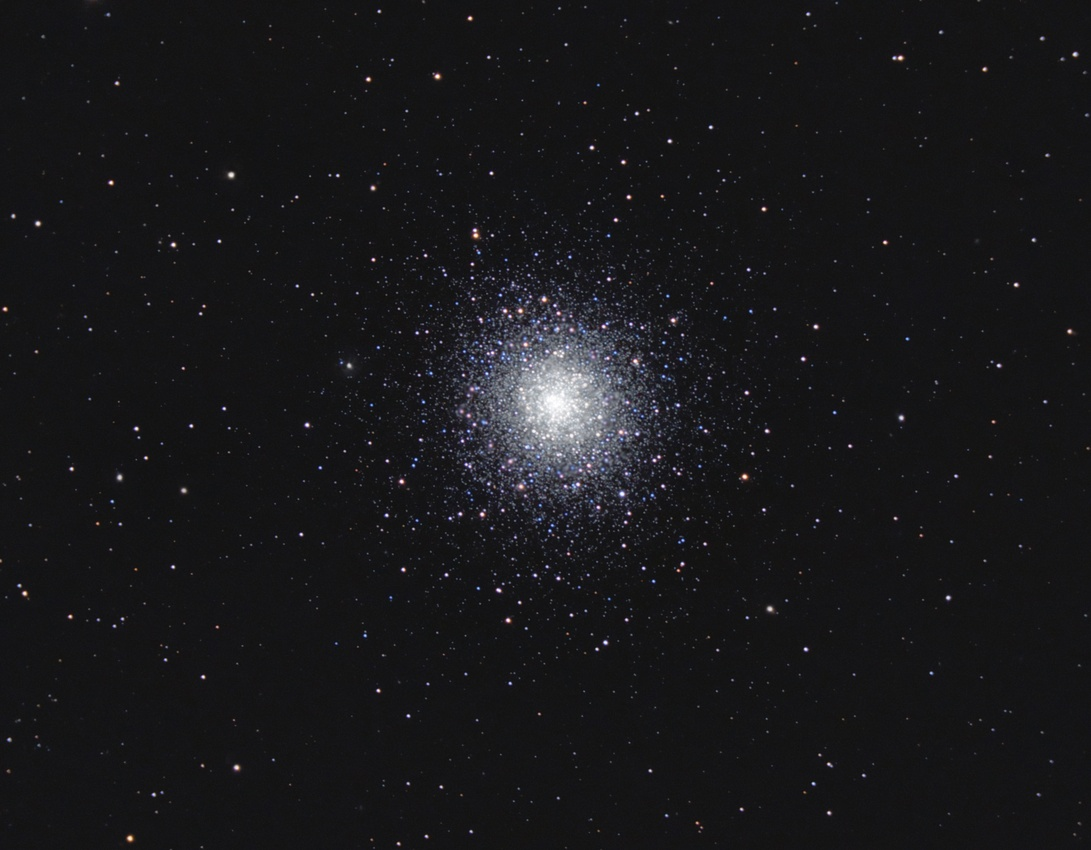
Messier 92 sedd med ett amatörteleskop
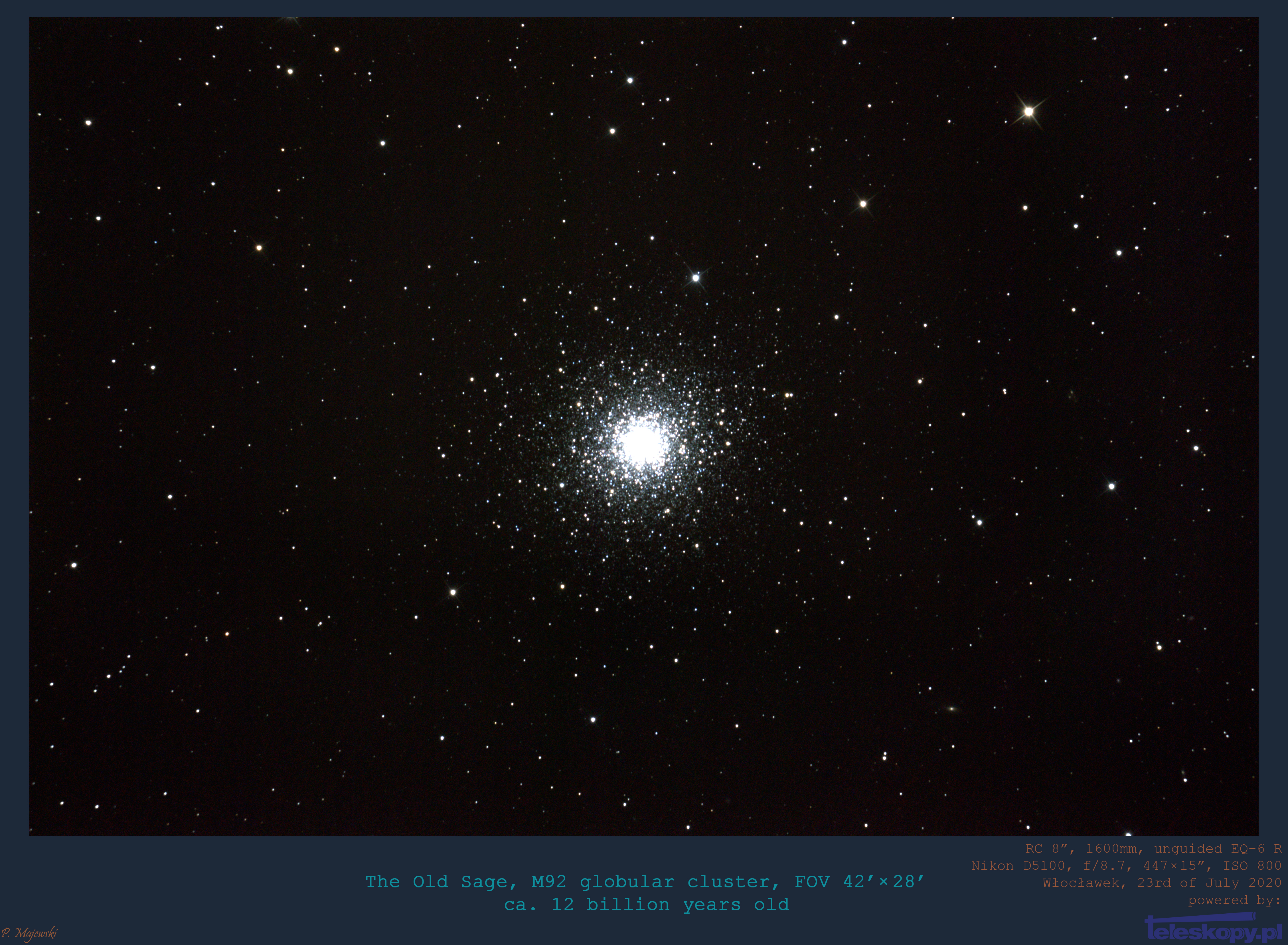
Nästan 2 timmars exponering på M92 med ett 8-tums amatör RC-scope
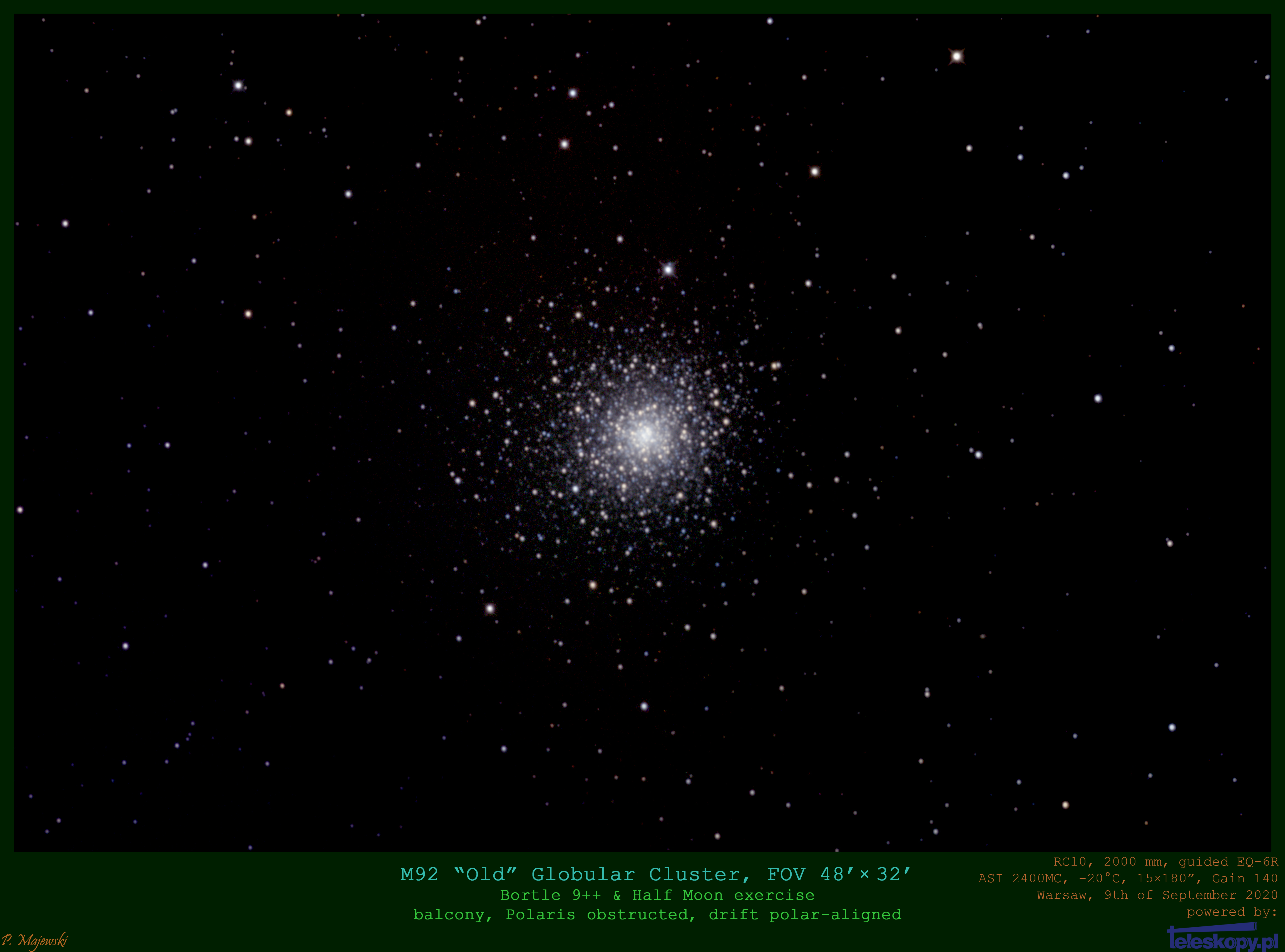
En omarbetning av mitt tidigare M92 amatör astrofoto, tagen i Bortle 9 centrum med en 10-tums RC-omfattning och kyld fullrams astrokamera
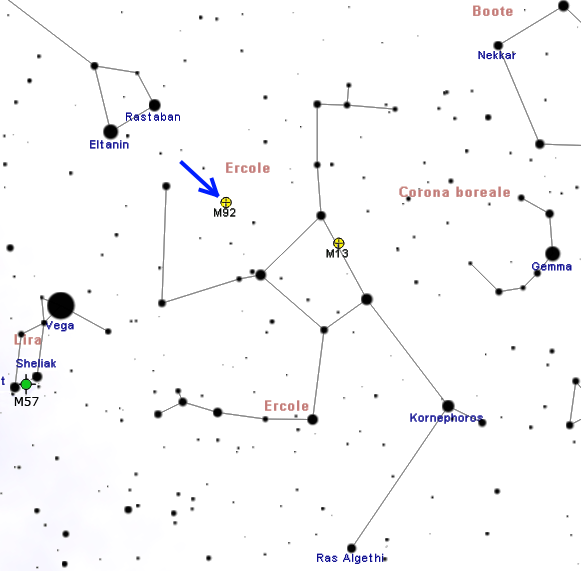
Karta som visar platsen för Messier 92 på den tvådimensionella himlen, i östra Herkules.